# Moritz Koeppe
Johann Moritz Koeppe (* 26. Mai 1832 in Zörbig; † 30. Januar 1879 in Altscherbitz) war ein deutscher Psychiater.

## Leben
Als Sohn des Zörbiger Bürgermeisters Johann Peter Gottfried Koeppe und dessen aus Löbejün stammender Frau Elisabeth Christiane Sonntag wurde Moritz Koeppe am 26. Mai 1832 geboren. Von 1844 bis 1851 wurde er auf der Lateinischen Hauptschule der Hallensischen Franckeschen Stiftungen vorgebildet. Ostern 1852 bezog er schließlich die Universität Leipzig zum Medizinstudium, nach zwei Jahren wechselte er an die Universität Halle. Im Sommer 1856 in Halle zum Doktor der Medizin promoviert, legte er im folgenden Wintersemester seine staatliche Medizinprüfung ab.
Danach wirkte Koeppe als Assistenzarzt der Universitätsklinik. Am 1. Oktober 1858 aber wechselte er als Assistent an die Nietlebener Provinzial-Irrenanstalt, wo er Mitte des folgenden Jahres zum zweiten Arzt aufstieg. 1866 war Koeppe Stabsarzt im Feldzug gegen Österreich, für den er seine Tätigkeit in der Irrenanstalt unterbrach. In diesem Jahr starb Heinrich Philipp August Damerow, der Leiter der Irrenanstalt, im Jahr danach übernahm Koeppe am 18. Juni 1867 dessen Posten. Als Leiter der Irrenanstalt schuf er das Zwangssystems ab und sorgte dafür, die Kranken freier zu verpflegen.
Koeppe wollte sich aber auch für die Wissenschaft einsetzen, daher habilitierte er sich 1869 an der Universität Halle für Psychiatrie und lehrte fortan als Dozent. Danach richtete er bei der Irrenanstalt eine psychiatrische Klinik ein, womit er laut „die Irrenheilkunde in den Kreis des akademischen Unterrichts ein[führte]“. Als außerordentlicher Professor in Halle lehrte er ab 1874.
Die Irrenanstalt war überfüllt gewesen und der Bau nicht mehr akzeptabel gewesen, was Koeppe zu verbessern ersuchte. Schließlich strebte er eine neue Irrenanstalt an, seine Pläne wurden schließlich akzeptiert und das damals rund eine Million Mark werte Rittergut Altscherbitz wurde ihm übergeben. Dieses wollte er in eine Anstalt für 400 bis 500 Leute umbauen. Nur wenige Insassen sollten dabei in der eigentlichen Irrenanstalt hausen; auf dem Gut sollten weitere, billige Häuser erbaut werden, in die die anderen gehen sollten. Somit vermischte er die Konzepte der geschlossenen Anstalt und der Kolonie, die damals beide üblich waren, aber widersprüchlich, zur „kolonialen Irrenanstalt“. Diese Provinzial-Irrenanstalt hatte er 1875 auf einer Reise durch Belgien, Frankreich und England geplant.
Die Vorteile dieser Art von Irrenanstalt waren, dass die Geisteskranken so viele Beschäftigungsmöglichkeiten hatten, der Aufenthalt also einem Kuraufenthalt ähnelte. Außerdem war dies auch finanziell rentabler. Darüber hinaus sollten sich die Kranken freier fühlen, da die Anstalt so eher einem Dorf ähnelte als einer engen, geschlossenen Anstalt. Auch die Öffentlichkeit wurde durch diese Art der Irrenanstalt weniger beansprucht.
Die Arbeiten am Rittergut begannen Anfang 1876, schon im Juni konnten 40 Geisteskranke aus der alten Nietlebener Anstalt provisorisch umsiedeln. Bevor das Vorhaben ganz umgesetzt werden konnte und er das Amt des Leiters der Nietlebener Irrenanstalt sowie seine Professur abgeben konnte, verstarb Koeppe allerdings am 30. Januar 1879 an einer Morphin-Vergiftung.
Durch sein Wirken revolutionierte Koeppe das Konzept der Irrenanstalt. Noch im Jahre 1893 bezeichnete man es als modernstes Mittel für Irrenanstalten. Aber auch auf dem Gebiete der Psychiatrie erbrachte Koeppe neue Erkenntnisse. Er fand heraus, dass Reflexepilepsie, Gehörstörungen, Psychosen und Kopfverletzungen periphere Ursachen reflektierter Psychosen sein können.

## Werke
- De cholerae epidemicae propagationis natura ac ratione (Dissertation, 1856)
- De haematomate cartilaginum nasi (rhinaematomate) ex permutationibus laesionibusque telae cartilagineae vel ex perichondritide nasali orto (Habilitationsschrift, 1869)